# Ferrocarril de Tsugaru

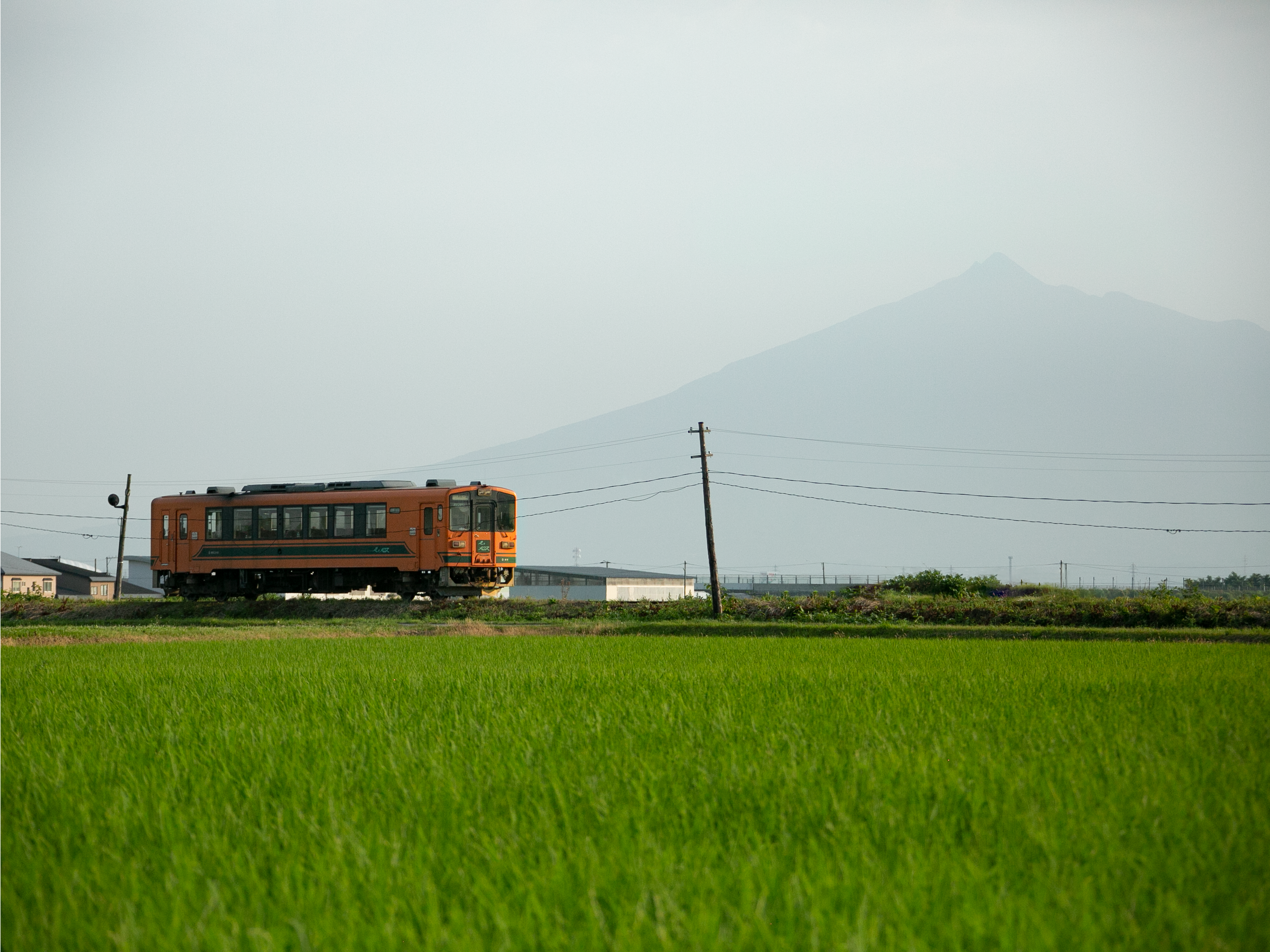
Un tren en la línea ferroviaria de Tsugaru con el monte Iwaki al fondo, en julio de 2023.

El ferrocarril de Tsugaru (津軽鉄道線, Tsugaru Tetsudō-sen) es una línea ferroviaria de la prefectura de Aomori, Japón, que conecta Tsugaru-Goshogawara, en la ciudad de Goshogawara, y Tsugaru-Nakasato, en la localidad de Nakadomari, en el centro-sur de la península de Tsugaru. La línea es la única línea ferroviaria operada por la Compañía de Ferrocarriles de Tsugaru, a la que localmente se denomina Tsutetsu (津鉄). La línea de ferrocarril de Tsugaru destaca por sus trenes estacionales que circulan durante el verano, el otoño y el invierno. En invierno, los coches se calientan con estufas de carbón. La línea de Tsugaru no debe confundirse con la antigua línea gubernamental de Tsugaru, ahora operada por JR East.

## Operación

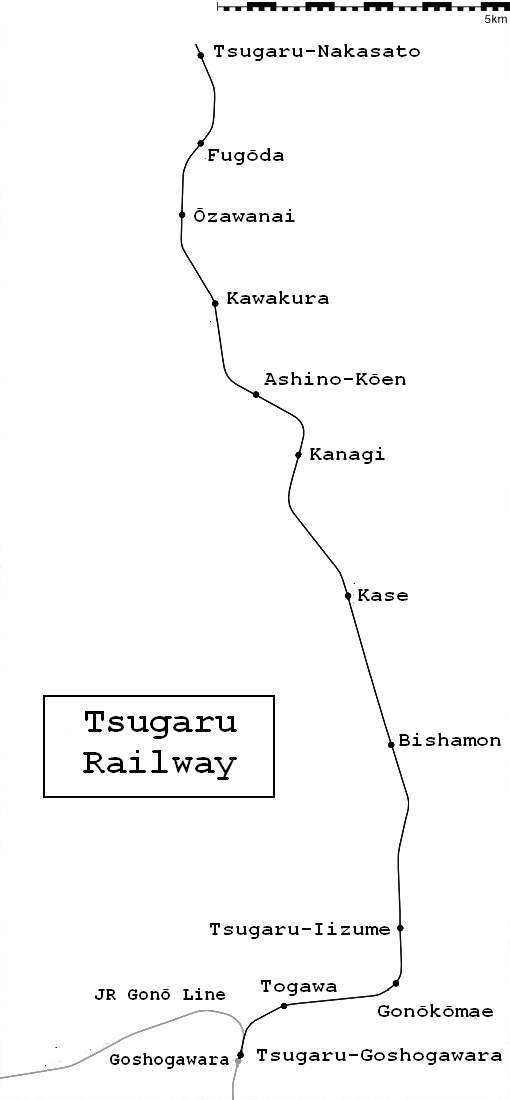
Mapa del ferrocarril de Tsugaru.

La línea de ferrocarril de Tsugaru es de vía única en toda su longitud, y su único bucle de paso se encuentra en la estación de Kanagi. La señalización ferroviaria de la línea consiste en dos fichas de personal; una ficha controla el acceso entre Tsugaru-Goshogawara y Kanagi, mientras que la otra controla el acceso entre Kanagi y Tsugaru-Nakasato.
Desde el 1 de julio de 2023, circulan 12 trenes diarios de ida y vuelta entre Tsugaru-Goshogawara y Tsugaru-Nakasato. Esta cifra es inferior a los 14 trenes diarios de ida y vuelta que circulaban antes de la pandemia de coronavirus. Otros 2 trenes circulan entre Kanagi y Tsugaru-Nakasato (uno de los cuales no circula los días festivos), ofreciendo un servicio cada 60-90 minutos durante el día. Todos los servicios ferroviarios de la línea están clasificados oficialmente por la empresa como servicios locales, y la mayoría de los trenes paran en todas las estaciones; sin embargo, algunos trenes tienen horarios que les permiten saltarse varias estaciones. Históricamente, estos trenes se clasificaban por separado como servicios Semi-Express, y se hace referencia a ellos como tales en la lista de estaciones que figura más abajo.
Durante el verano (del 1 de julio al 31 de agosto), se cuelgan del techo de todos los trenes en funcionamiento carrillones de viento y tiras de haiku de fabricación local. En otoño (del 1 de septiembre a mediados de octubre) se sustituyen por cestas de Suzumushi.

### Tren estufa
Durante el invierno (del 1 de diciembre al 31 de marzo del año siguiente), suele funcionar un "tren estufa" tres veces al día. El "tren estufa" cuenta con un coche de pasajeros tradicional que se calienta con una estufa de barriga. Para subir al "tren estufa" se necesita un billete adicional de 500 yenes. Los "trenes estufa" siguen el patrón de paradas del Semi-Express.

### Lista de estaciones
| Estación            | Nombre en japonés | Distancia (km) | Semi-Express | Transbordos              | Ubicación   | Ubicación |
| ------------------- | ----------------- | -------------- | ------------ | ------------------------ | ----------- | --------- |
| Tsugaru-Goshogawara | 津軽五所川原      | 0,0            | ●            | Gonō Línea (Goshogawara) | Goshogawara | Aomori    |
| Togawa              | 十川              | 1,3            | ●            |                          | Goshogawara | Aomori    |
| Gonōkōmae           | 五農校前          | 3,2            | ●            |                          | Goshogawara | Aomori    |
| Tsugaru-Iizume      | 津軽飯詰          | 4,2            | ●            |                          | Goshogawara | Aomori    |
| Bishamon            | 毘沙門            | 7,4            | \|           |                          | Goshogawara | Aomori    |
| Kase                | 嘉瀬              | 10,1           | ●            |                          | Goshogawara | Aomori    |
| Kanagi              | 金木              | 12,8           | ●            |                          | Goshogawara | Aomori    |
| Ashino-Kōen         | 芦野公園          | 14,3           | ●            |                          | Goshogawara | Aomori    |
| Kawakura            | 川倉              | 16,0           | \|           |                          | Goshogawara | Aomori    |
| Ōzawanai            | 大沢内            | 17,7           | ●            | Nakadomari               |             | Aomori    |
| Fukōda              | 深郷田            | 19,0           | \|           | Nakadomari               |             | Aomori    |
| Tsugaru-Nakasato    | 津軽中里          | 20,7           | ●            | Nakadomari               |             | Aomori    |

## Historia

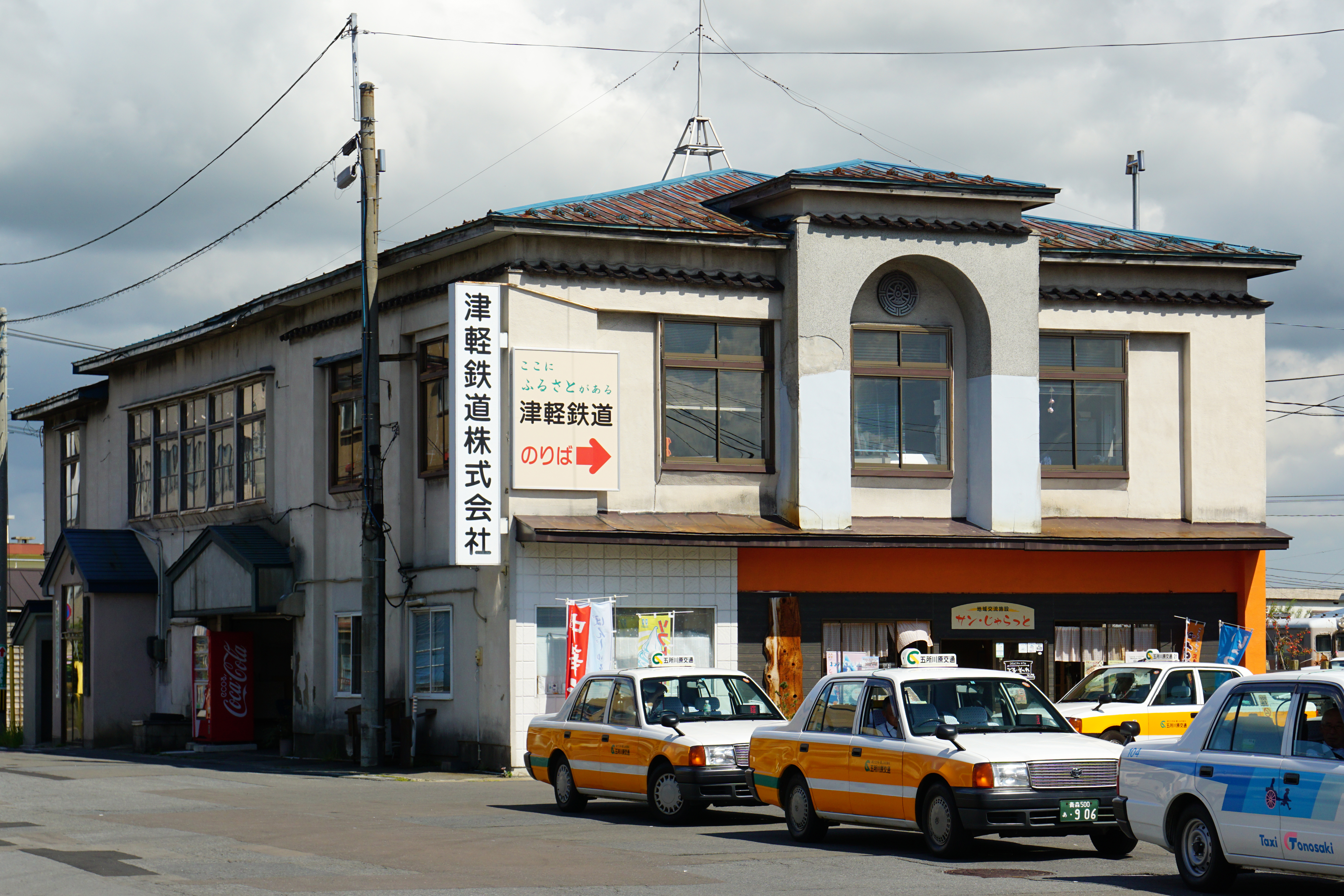
Sede de la empresa en Goshogawara.

La Compañía de Ferrocarriles de Tsugaru se fundó en 1928, y el primer tramo de la línea se inauguró el 15 de julio de 1930, de Goshogawara a Kanagi. Se amplió hasta Ōzawanai el 4 de octubre de 1930, y hasta su terminal actual de Tsugaru-Nakasato el 13 de noviembre de 1930. Todas las operaciones de transporte de mercancías se interrumpieron el 1 de febrero de 1984.

### Antiguos enlaces
- Estación de Kanagi - El Ferrocarril Forestal de Tsugaru, que utilizaba una locomotora Shay y constaba de una línea principal de 67 km (incluidos dos túneles) y cuatro ramales de entre 2 y 8 km de longitud, funcionó entre 1906 y 1970.